# 동강한강로
동강한강로(Donggang-ro)는 경상북도 성주군 수륜면 양정삼거리 에서 성주군 벽진면 이천교삼거리 을 잇는 도로이다.

## 주요 경유지
경상북도
- 성주군 (수륜면 . 대가면 . 벽진면)

## 노선
전 구간 지방도 제913호선에 속하므로 이에 대한 별도 표기는 생략한다.
| 이름                     | 접속 노선                     | 소재지 | 소재지 | 비고 |
| ------------------------ | ----------------------------- | ------ | ------ | ---- |
| 양정삼거리 (신정 교차로) | 국도 제33호선 (가야로) 참별로 | 성주군 | 수륜면 |      |
| 양정교                   |                               | 성주군 | 수륜면 |      |
| 장고개                   |                               | 성주군 | 대가면 |      |
| 대가 교차로              | 국도 제33호선 (가야로)        | 성주군 | 대가면 |      |
| 흥산교                   |                               | 성주군 | 대가면 |      |
| 이천교삼거리             | 국도 제30호선 (성주로)        | 성주군 | 벽진면 |      |

## 주요 시설및 건물
- 대가면 행정복지센터 (동강한강로 891/옥성리 744-2)